# Culver PQ-10
El Culver PQ-10 fue un blanco aéreo no tripulado estadounidense, diseñado por la Culver Aircraft Company para ser usado por las Fuerzas Aéreas del Ejército de los Estados Unidos. Diseñado en 1941, el proyecto fue cancelado antes de que ningún avión volase. 

## Diseño y desarrollo
El prototipo XPQ-10 fue ordenado por las Fuerzas Aéreas del Ejército de los Estados Unidos en 1941. Derivado del modelo civil Culver Model MR, era un monoplano de ala alta equipado con motores gemelos Franklin O-300 y tren de aterrizaje triciclo fijo. Se planeó la producción de aviones de serie PQ-10; sin embargo, antes de que el XPQ-10 fuese completado, el proyecto fue cancelado.

## Variantes
XPQ-10
Prototipo de blanco aéreo, no completado.
PQ-10
Planeada versión de producción, no construida.

## Especificaciones (XPQ-10)
Referencia datos: arsch

### Características generales
- Tripulación: Uno (piloto, opcional)
- Longitud: 5,1 m (16,6 ft)
- Envergadura: 9,1 m (29,9 ft)
- Altura: 1,4 m (4,5 ft)
- Planta motriz: 2× motor bóxer de seis cilindros refrigerado por aire Franklin O-300.
  - Potencia: 130 kW (179 HP; 177 CV) cada uno.

## Aeronaves relacionadas

### Aeronaves similares
- Naval Aircraft Factory TDN

### Secuencias de designación
- Secuencia PQ-_ (Blancos Aéreos Tripulados de las USAAF, 1942-1947): PQ-8 - PQ-9 - PQ-10 - PQ-11 - PQ-12 - PQ-13 →